# Tulijärvi (Valtimo, Norra Karelen, Finland)
Tulijärvi eller Tuulijärvi är en sjö i Finland. Den ligger i kommunen Valtimo i landskapet Norra Karelen, i den centrala delen av landet, 400 km nordost om huvudstaden Helsingfors. Tulijärvi ligger 159,8 meter över havet. I omgivningarna runt Tulijärvi växer i huvudsak barrskog. Den är 13,5 meter djup. Arean är 63,7 hektar och strandlinjen är 7,82 kilometer lång. Sjön  ingår i Vuoksens huvudavrinningsområde. 